# Bandera de Sicilia

Bandera del Reino de Sicilia.

La bandera de Sicilia, también conocida en la isla como la Trinacria, está dividida diagonalmente desde la esquina superior al asta hacia la esquina inferior al batiente, la parte superior es de color rojo y la inferior amarilla. Estos dos colores representan a las ciudades de Palermo y Corleone. En el centro lleva una variante del trisquel, la Trisketra[cita requerida]: consta de tres piernas flexionadas que representan la forma de la isla y en el centro la cabeza de Medusa (gorgoneion) con alas y tres espigas de trigo que representan la prosperidad y los frutos de la tierra.
La versión actual de la bandera fue adoptada el 4 de enero de 2000. Las primeras versiones de la bandera datan de 1282, tras la victoriosa revuelta siciliana contra Carlos I de Sicilia.
En 1296, con el ascenso de Federico III de Aragón (hijo de Pedro III de Aragón), al trono de Sicilia, se introduce lo que será la bandera del Reino de Sicilia hasta 1816. La bandera muestra cuatro cuartos en aspa o cruz de San Andrés: En el primero y el cuarto cuadrante se colocan barras de Aragón, mientras que el segundo y el tercero, mirándose mutuamente, las águilas de Suabia-Sicilia, herederos de la casa de Hohenstaufen.

## Banderas parecidas

Bandera de la Isla de Man.

La bandera de la Isla de Man es muy parecida, ya que sobre un fondo rojo aparece el mismo trisquel que en la bandera siciliana.
La trinacria es un emblema celta (llamado también las Tres Piernas de Man) que está formado por la unión de tres extremidades inferiores por donde debería estar la cadera de una persona, y dobladas por las rodillas. Los dedos de los pies deben señalar el sentido de las agujas del reloj. Esta es una versión del símbolo de Sol o esvástica usada por muchas civilizaciones antiguas.